# Oddballs
Oddballs és una sèrie de televisió de comèdia animada creada per James Rallison i Ethan Banville, basada en el canal de YouTube de Rallison, The Odd1sOut. Produïda per Atomic Cartoons i Netflix Animation, la sèrie es va estrenar el 7 d'octubre el 2022 a Netflix, amb el doblatge i els subtítols en català. Va ser la tercera sèrie que Netflix va doblar al català després de Germans Robots Supergegants i Lost Ollie. La primera temporada va constar de 12 episodis d'entre 17 i 20 minuts. El 18 de gener de 2023, es va confirmar que comptaria amb una segona temporada, que s'estrenaria el 24 de febrer 2023 i que comptaria de vuit nous episodis.
El doblatge en català va ser produït per Tecnison i dirigit per Pep Sais a partir de la traducció de Martí Mas. Compta amb les veus de Marcel Navarro (James), el mateix Sais (Max) i Mònica Ortiz (Torri), entre d'altres.

## Sinopsi
La sèrie narra les aventures de James, un nen amb forma de bombolla, les observacions del qual sobre la vida alimenten les seves diatribes còmiques sobre les molèsties quotidianes i les eleva a alçades ridículament absurdes. Juntament amb els seus millors amics Max (un cocodril parlant) i Echo (una noia que diu que és del futur), els ridículs plans de James per qüestionar les normes sovint resulten en desastres.

## Repartiment
| Personatge     | Veu original          | Veu en català     |
| -------------- | --------------------- | ----------------- |
| James          | James Rallison        | Marcel Navarro    |
| Max            | Julian Gant           | Pep Sais          |
| Echo           | Kimberly Brooks       | Meritxell Ané     |
| Senyor McMosca | Gary Anthony Williams | Xavier de Llorens |
| Maz            | Emily Eiden           | Melania Pérez     |
| Louise         | Debra Wilson          | Roser Aldabó      |
| Patrick        | Harland Williams      | Francesc Góngora  |
| Jason          | Nicolas Cantu         | Iván Priego       |
| Àvia           | Candi Milo            | Margarita Ponce   |
| Bryon Sellers  | Ryan George           | Pep Papell        |
| Torri          | Kari Wahlgren         | Mònica Ortiz      |
| Stuart         | Carl Faruolo          | Ramon Canals      |
| Neander Paul   | Ethan Banville        | Carles Calvo      |

El doblatge en català compta amb les veus addicionals de Ramon Canals, Carlos Calvo, Roser Aldabó i Francesc Góngora.

## Producció
Els creadors Rallison i Banville van publicar la sèrie a Netflix a principis de 2020, i el servei va reprendre la sèrie a l'agost d'aquell any. Segons Rallison, tota la producció de la sèrie es va realitzar de forma remota, enmig del bloqueig dels estudis durant la pandèmia de COVID-19 als Estats Units d'Amèrica.
El 23 de juny de 2022, Rallison va anunciar la sèrie en un vídeo de YouTube, i va revelar que el programa s'estrenaria al llarg de l'any.

## Episodis

### Primera temporada (2022)
| Núm. total | Núm. de la temporada | Títol                             | Direcció                  | Guió                                          | Data d'estrena original |
| ---------- | -------------------- | --------------------------------- | ------------------------- | --------------------------------------------- | ----------------------- |
| 1          | 1                    | «L'educació de la Torri»          | Carl Faruolo              | James Rallison, Ethan Banville i Carl Faruolo | 7 d'octubre de 2022     |
| 2          | 2                    | «Trencat i fregit»                | Jouchelle Miranda         | James Rallison, Ethan Banville i Carl Faruolo | 7 d'octubre de 2022     |
| 3          | 3                    | «En mosca i captura»              | Annisa Adjani i Sarah Soh | Darin Henry                                   | 7 d'octubre de 2022     |
| 4          | 4                    | «Qui es cola no mola»             | Chelsea Ker               | Darin Henry                                   | 7 d'octubre de 2022     |
| 5          | 5                    | «El noi amb dos cervells»         | Sarah Soh                 | Ethan Banville                                | 7 d'octubre de 2022     |
| 6          | 6                    | «Un desodorant ple d'emocions»    | Annisa Adjani             | Nick Lopez                                    | 7 d'octubre de 2022     |
| 7          | 7                    | «L'enemic dorm a casa»            | Jouchelle Miranda         | Valencia Parker                               | 7 d'octubre de 2022     |
| 8          | 8                    | «El club de la lluita de coixins» | Jouchelle Miranda         | Darin Henry                                   | 7 d'octubre de 2022     |
| 9          | 9                    | «El nen de l'àvia»                | Chelsea Ker               | Kathleen Chen & Brian Polk                    | 7 d'octubre de 2022     |
| 10         | 10                   | «Una excusa de sang»              | Jouchelle Miranda         | Nick Lopez                                    | 7 d'octubre de 2022     |
| 11         | 11                   | «Gairebé sol a casa»              | Annisa Adjani             | Darin Henry                                   | 7 d'octubre de 2022     |
| 12         | 12                   | «El malson dels nuggets»          | Annisa Adjani             | Nick Lopez                                    | 7 d'octubre de 2022     |

### Segona temporada (2023)
| Núm. total | Núm. de la temporada | Títol                       | Direcció          | Guió                                          | Data d'estrena original |
| ---------- | -------------------- | --------------------------- | ----------------- | --------------------------------------------- | ----------------------- |
| 13         | 1                    | «La funció ha de continuar» | Annisa Adjani     | Nick Lopez                                    | 24 de febrer de 2023    |
| 14         | 2                    | «Companys»                  | Annisa Adjani     | Jennifer Burton i Darin Henry                 | 24 de febrer de 2023    |
| 15         | 3                    | «Anem junts a l'escola»     | Jouchelle Miranda | Darin Henry                                   | 24 de febrer de 2023    |
| 16         | 4                    | «Canvi de cos»              | Jouchelle Miranda | Megan Gonzalez                                | 24 de febrer de 2023    |
| 17         | 5                    | «El superprofe»             | Reese Harvey      | Chelsea Ker                                   | 24 de febrer de 2023    |
| 18         | 6                    | «Presentació moral»         | Chelsea Ker       | Pang-ni L. Vogt i Aaron Vaccaro               | 24 de febrer de 2023    |
| 19         | 7                    | «Alcalde Max»               | Annisa Adjani     | Anna Salinas                                  | 24 de febrer de 2023    |
| 20         | 8                    | «El comiat del Torri»       | Chelsea Ker       | James Rallison, Ethan Banville i Carl Faruolo | 24 de febrer de 2023    |